# تاريخ الترانزستور
الترانزستور هو أداة شبه موصلة تأتي مع ثلاثة أقطاب على الأقل للاتصال بدائرة كهربائية. كان الصمام الثلاثي الذي طُرح في عام 1907، والذي يُطلق عليه أيضًا الصمام الحراري، سلفَ الترانزستور. اقترح الفيزيائي جوليوس إدغار ليلينفيلد مبدأ ترانزستور تأثير المجال (الترانزستور الحقلي) في عام 1925.
اخترع جون باردين، ووالتر براتين، وويليام شوكلي أول الترانزستورات العاملة في مختبرات بل، والترانزستور المتصل بالنقاط في عام 1947، والترانزستور ثنائي القطب في عام 1948. اخترع مارتن جون عطا الله وداون كانج لاحقًا الموسفت (ترانزستور الأثر الحقلي للأكاسيد المعدنية لأشباه الموصلات)، المعروف أيضًا باسم ترانزستور موس، في مختبرات بل عام 1959، ما أدى إلى إنتاج كميات كبيرة من ترانزستورات موس التي تغطي مجموعة واسعة من الاستخدامات. أصبح ترانزستور موسفت منذ ذلك الحين الجهاز الأكثر تصنيعًا على نطاق واسع في التاريخ.

## أصول مفهوم الترانزستور

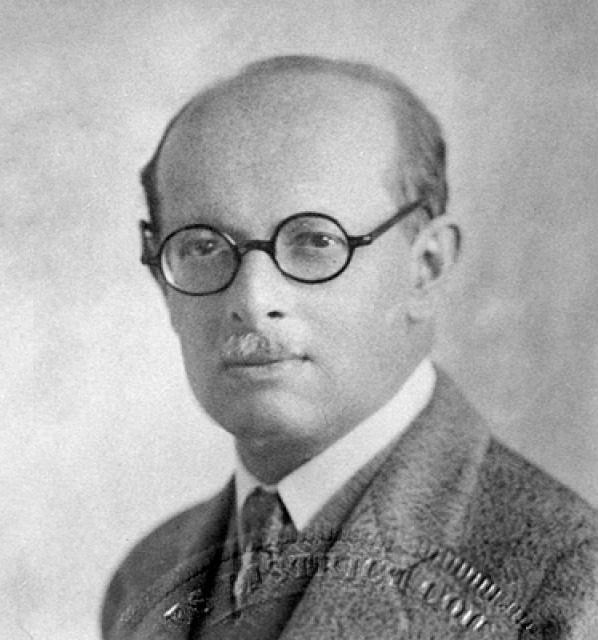
جوليوس إدغار ليلينفيلد، عام 1934 تقريبًا.

قدم الفيزيائي النمساوي المجري جوليوس إدغار ليلينفيلد أول براءة اختراع لمبدأ ترانزستور تأثير المجال في كندا في 22 أكتوبر عام 1925، لكن ليلينفيلد لم ينشر أي مقالات بحثية حول أجهزته، وتجاهل روادُ الصناعة عملَه. في عام 1934، حصل الفيزيائي الألماني الدكتور أوسكار هيل على براءة اختراع أخرى ترانزستور تأثير المجال. لا يوجد دليل مباشر على أن هذه الأجهزة قد صُنعت، لكن العمل اللاحق في تسعينيات القرن العشرين أظهر أن أحد تصاميم ليلينفيلد قد عمل على النحو الموصوف وحقق مكاسب كبيرة. أظهرت الأوراق القانونية من براءة اختراع مختبرات بل أيضًا أن ويليام شوكلي وزميله في مختبرات بل، جيرالد بيرسون، قاما ببناء إصدارات تشغيلية من براءات ليلينفيلد، ومع ذلك، لم يشيرا إلى هذا العمل في أي من أبحاثهما أو مقالاتهما التاريخية اللاحقة.

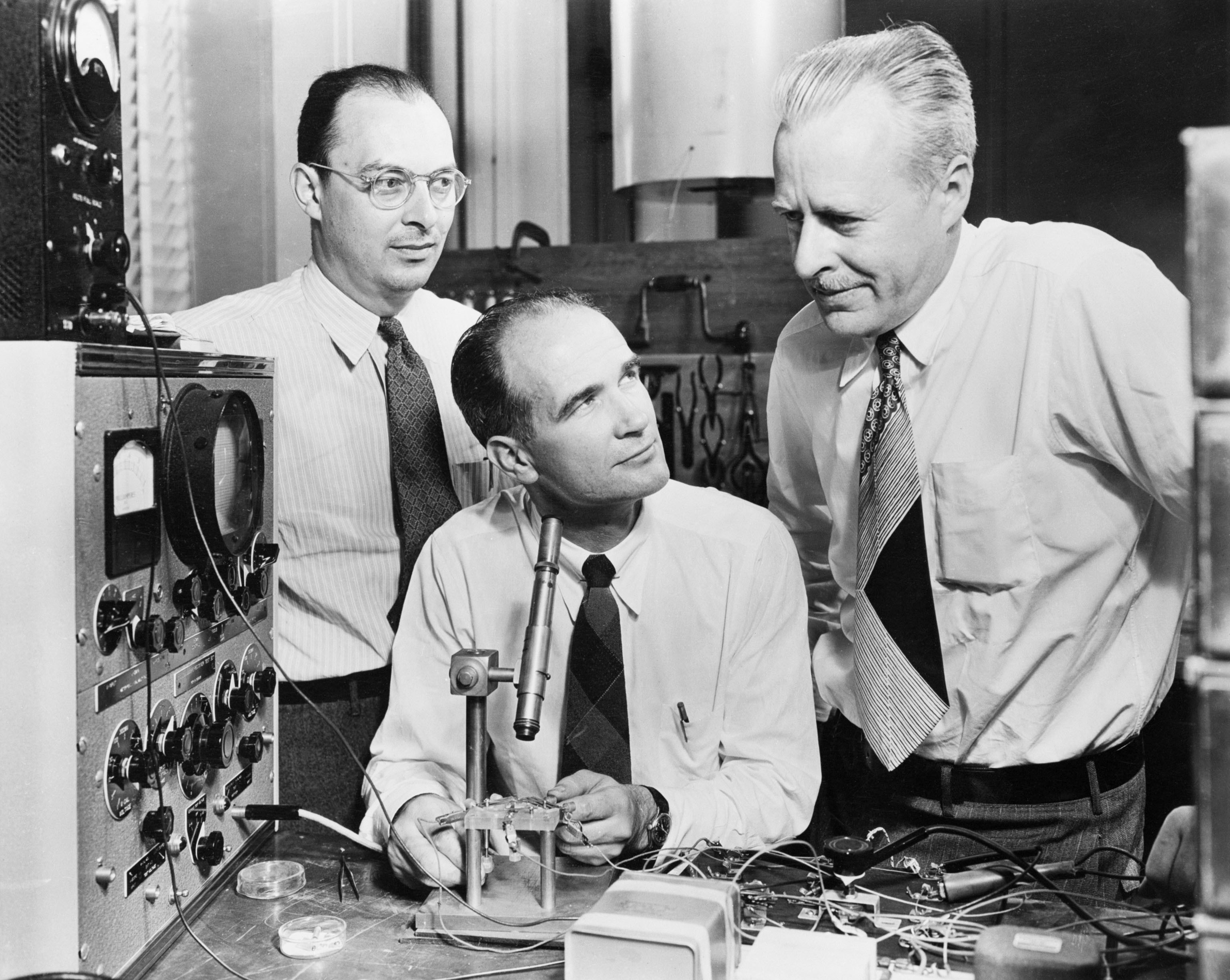
جون باردين، وويليام شوكلي، ووالتر براتين في مختبرات بل عام 1948.

برزت مختبرات بل في العمل على الترانزستور من خلال المحاولات المبذولة أيام الحرب لإنتاج صمامات ثنائية من بلورات الجرمانيوم النقية «الكريستالية» المستخدمة في وحدات الرادار كخلاط تردد في مستقبلات رادار الأمواج الميكروية. نجح مشروع موازٍ لثنائيات الجرمانيوم في جامعة بيردو في إنتاج بلورات الجرمانيوم شبه الموصلة ذات النوعية الجيدة التي استُخدمت في مختبرات بل. لم تعكس الدوائر القائمة على الأنبوب التيار في وقت مبكر بسرعة كافية، ما دفع فريق بل إلى استخدام الصمامات الثنائية ذات الحالة الصلبة بدلًا من ذلك.
إبان الحرب، قرر ويليام شوكلي الشروع بمحاولة بناء جهاز شبه موصل مثل الصمام الثلاثي. حصل على تمويل ومساحة في المختبر، وذهب للعمل على حل مشكلة باردين وبراتين. طوّر جون باردين في النهاية فرعًا جديد من ميكانيكا الكم يُعرف باسم فيزياء السطوح لفهم أسباب السلوك «الغريب» الذي شاهدوه، ونجح باردين ووالتر براتين أخيرًا بصنع جهاز عامل.
كان مفتاح تطوير الترانزستور هو الفهم العميق لعملية حركية الإلكترونات في أشباه الموصلات. أدركوا أنه إذا كان هناك طريقة للتحكم في تدفق الإلكترونات من الباعث إلى جامع هذا الصمام الثنائي المكتشف حديثًا (اكتُشف في عام 1874، وحصل على براءة اختراع في عام 1906)، فيمكن للمرء بناء مضخم. على سبيل المثال، إذا وضعت أداة لإحداث تلامس على جانبي نوع واحد من البلورة، فلن يتدفق التيار عبره. ومع ذلك، إذا تمكنت أداة التلامس الثالثة من «حقن» الإلكترونات أو الثقوب في المادة، فسوف يتدفق التيار.
في الواقع، يبدو أن هذا الأمر صعب للغاية. فإذا كانت البلورة بأي حجم معقول، فسيكون عدد الإلكترونات (أو الثقوب) المطلوب حقنها كبيرًا جدًا، ما يجعل استعمالَه مضخِّمًا أقل فائدة لأنه سيتطلب تيار حقن كبير للبدء به. ومع ذلك، كانت الفكرة الكاملة للصمام الثنائي البلوري أن البلورة نفسها يمكنها أن توفر الإلكترونات على مسافة صغيرة جدًا، وهي منطقة الاستنفاد. بيد أن الحل هو وضع أدوات تلامس الإدخال والإخراج قريبة جدًا معًا على سطح البلورة على جانبي نفس المنطقة.
بدأ والتر براتين العمل على بناء مثل هذا الجهاز، لكن إشارات من التضخيم استمرت بالظهور ما جعل الفريق يعمل على حل هذه المشكلة. كان النظام يعمل في بعض الأحيان وبعد ذلك يتوقف عن العمل بشكل غير متوقع. في أحد المواقف، بدأ نظام «غير عامل» يعمل عند وضعه في الماء. بيد أن الإلكترونات الموجودة في أي قطعة من البلورة تبتعد بسبب الشحنات القريبة. بينما تتجمع الإلكترونات الموجودة في البواعث، أو «الفجوات» الموجودة في المجمّعات على سطح البلورة حيث يمكنها أن تجد شحنتها المقابلة «تطفو» في الهواء (أو الماء). ومع ذلك، يمكن دفعها بعيدًا عن السطح باستخدام كمية صغيرة من الشحن من أي مكان آخر على البلورة. بدلًا من الحاجة إلى كمية كبيرة من الإلكترونات المحقونة، فإن عددًا صغيرًا جدًا في المكان المناسب على البلورة سينجز الشيء نفسه.
حل فهمُهم مشكلةَ الحاجة إلى منطقة تحكم صغيرة جدًا إلى حد ما. وبدلًا من الحاجة إلى اثنين من أشباه الموصلات منفصلين ومتصلين بمنطقة مشتركة، ولكن صغيرة الحجم، فإن سطحًا واحدًا أكبر قد يخدم حاجتهم. تُوضع كل من أسلاك التوصيل الباعثة والمجمِّعة في مكان متقارب للغاية من الأعلى، مع وضع مفتاح التحكم على قاعدة البلورة. عندما يُطبّق التيار على السلك الموصل الأساسي، ستُدفع الإلكترونات أو الفجوات إلى الخارج، عبر كتلة أشباه الموصلات، وتتجمع على السطح. ما دام الباعث والمجمع قريبين جدًا من بعضهما، فينبغي أن يتيح ذلك ما يكفي من الإلكترونات أو الفجوات بينهما للسماح ببدء التوصيل.
كان رالف براي طالب دراسات عليا شابًا وأحد أوائل الناس الذين شهدوا هذه الظاهرة. انضم إلى مشروع «جهد الجرمانيوم» في جامعة بوردو في نوفمبر عام 1943، وكُلّف بمهمة صعبة تتمثل بقياس مقاومة الانتشار عند ملامسة أشباه الموصلات المعدنية. وجد براي العديد من الحالات الشاذة، مثل الحواجز الداخلية عالية المقاومة في بعض عينات الجرمانيوم. كانت أكثر ظاهرة مثيرة للفضول هي المقاومة المنخفضة بشكل استثنائي التي لوحظت عند استخدام ذبذبات الفولطية. بقي هذا التأثير لغزًا بسبب عدم إدراك أي أحد، حتى عام 1948، أنّ براي قد لاحظ حقن حاملة الأقلية؛ وهو التأثير الذي حدده ويليام شوكلي في مختبرات بل وجعل الترانزستور حقيقة واقعية.
كتب براي: «كان هذا الجانبَ الوحيد الذي فاتنا، ولكن حتى لو فهمنا فكرة حقن حامل الأقلية... لكنا قلنا «أوه، هذا ما يفسر جهودنا». ربما لم نكن لنمضي قدمًا قائلين «لنبدأ في صنع الترانزستورات»، ونفتح مصنعًا ونبيعه... في ذلك الوقت كان الجهاز المهم هو مقاوم الجهد العالي الخلفي».
حاول فريق أبحاث شوكلي في البداية صناعة ترانزستور تأثير المجال (إف إي تي)، من خلال محاولة تعديل موصلية أشباه الموصلات، لكنه لم ينجح، ويرجع ذلك أساسًا إلى مشاكل الحالات السطحية، والأقطاب المتدلية، بالإضافة إلى مواد مركبات الجرمانيوم والنحاس. في أثناء محاولة فهم الأسباب الغامضة وراء فشلهم في صناعة« إف إي تي» عامل، قادهم هذا إلى اختراع الترانزستورات ثنائية القطب والوصلة المفصلية.

## أول ترانزستور عامل

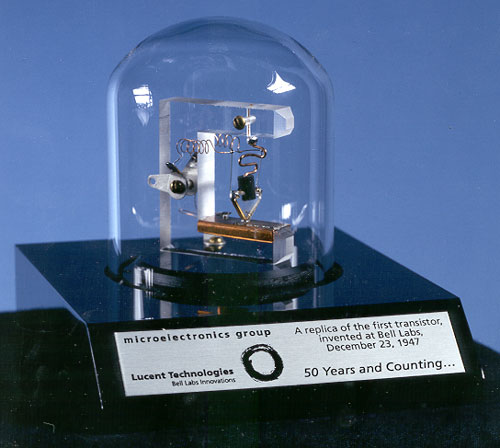
نسخة طبق الأصل من أول ترانزستور عامل.

أجرى فريق معامل بل العديد من المحاولات لإنشاء نظام كهذا باستخدام أدوات متنوعة، لكنه فشل بشكل عام. كانت الأجهزة المحتوية على مواد تماس متقاربة بما فيه الكفاية هشةً بشكل دائم مثل أجهزة الكشف عن شعيرات القطة الحقيقية، التي ستعمل لفترة وجيزة، ذلك إن عملت أساسًا. حقق أعضاء الفريق أخيرًا انفراجًا عمليًا؛ لصقوا قطعة من رقائق الذهب على حافة إسفين بلاستيكي ثلاثي، ثم قطعوا الرقاقة بشفرة حلاقة في طرف المثلث. كانت النتيجة تماسين قريبين للغاية بين رقاقتي الذهب. عندما دُفع البلاستيك إلى الأسفل على سطح البلورة وطُبّق الجهد على الجانب الآخر (على قاعدة البلورة)، بدأ التيار بالتدفق من جهة تلامس إلى أخرى لأن الجهد الأساسي دفع الإلكترونات بعيدًا عن القاعدة نحو الجانب الآخر بالقرب من نقطتي التماس. وهكذا أبصر ترانزستور التلامس النقطي النور.
في 15 ديسمبر عام 1947، «عندما كانت النقطتان قريبتان جدًا معًا حصلت على ما يقارب 2 من أمبير الجهد، ولكن لم أحصل على أمبير طاقة. كان تضخّم الجهد هذا مستقلًا عن التردد بـ10 إلى 10,000 دورة».
في 16 ديسمبر عام 1947، «باستخدام الاتصال ثنائي النقطة، تم الاتصال على سطح الجرمانيوم الذي كان قد طُلي بأكسيد الألمنيوم إلى 90 فولت، وغُسل من الكهارل في الماء، ثم بُخّرت بعض من بقع الذهب عنه. ضُغطت نقطتا تماس الذهب لأسفل على السطح العاري. صُحِّحت نقطتا تماسّ الذهب بالسطح جيدًا... كان الفصل بين النقطتين 4×10-3 سم تقريبًا، واستُخدمت إحدى النقطتين شبكةً واستُخدمت الأخرى صفيحةً. كان من الضروري أن يكون الانحراف (دي.سي.) على الشبكة موجبًا للحصول على التضخيم... وازدياد الطاقة 1.3 وكسب الجهد 15 على صفيحة انحراف 15 فولت تقريبًا».
قدم كل من براتين وإتش. آر مور عرضًا توضيحيًا للعديد من الزملاء والمديرين في مختبرات بل بعد ظهر يوم 23 ديسمبر عام 1947، وغالبًا ما يُعتبر هذا التاريخ تاريخ اختراع الترانزستور. عمل «ترانزستور نقطة الاتصال والجرمانيوم من نوع بّي إن بّي» مضخمًا للصوت مع زيادة في الطاقة بنسبة 18 في تلك التجربة. في عام 1956، كُرِّم جون باردين ووالتر هوسر براتين وويليام برادفورد شوكلي بجائزة نوبل في الفيزياء «لأبحاثهم في أشباه الموصلات واكتشافهم تأثير الترانزستور».
يُذكر أن اثني عشر شخصًا ساهموا بشكل مباشر في اختراع الترانزستور في مختبر بل.
في الوقت نفسه، كان بعض العلماء الأوروبيين يسترشدون بفكرة المضخمات صلبة الحالة. في أغسطس عام 1948، قدم الفيزيائيان الألمانيان هربرت إف. ماتاري (1912–2011) وهاينريش فيلكر (1912-1981)، العاملان في شركة ويستنغهاوس للفرامل والإشارات في أولنيه سو بوا بفرنسا، طلبَ الحصول على براءة اختراع لمضخم الصوت يعتمد على عملية حقن حامل الأقلية والذي أطلقا عليه اسم «الترانزسترون». نظرًا إلى أن مختبرات بل لم تصدر إعلانًا عامًا عن الترانزستور حتى يونيو عام 1948، فقد اعتُبر أن الترانزستورون قد تطور بشكل مستقل. لاحظ ماتاري لأول مرة تأثيرات الموصلات في أثناء تصنيع ثنائيات السيليكون لمعدات الرادار الألمانية خلال الحرب العالمية الثانية. صُنّعت الترانزسترونات تجاريًا لصالح شركة الهاتف الفرنسية والجيش الفرنسي، وفي عام 1953، عُرض جهاز استقبال لاسلكي صلب الحالة مزود بأربعة ترانزسترونات في معرض دوسلدورف للراديو.

## أصول المصطلح
احتاجت مختبرات بل إلى اسم عام للاختراع الجديد: اقتُرحت بعض الأسماء مثل «الصمام الثلاثي شبه الموصل»، و«صمام الحالة السطحية الثلاثي»، و«صمام الكريستال الثلاثي»، و«الصمام الصلب»، وقد أُخذت جميعًا بعين الاعتبار، ولكن مصطلح «الترانزستور»، الذي صاغه جون آر. بيرس، كان الفائز الواضح في الاقتراع الداخلي (ويرجع ذلك جزئيًا إلى تطوير مهندسي بل اللاحقة «ستور»). يرد في ما يلي وصف منطقي للاسم في المذكرة الفنية للشركة التي جرى فيها التقديم للتصويت:
الترانزستور. إنه تركيبة مختصرة من الكلمات: «موصلية منقولة transconductance» أو «نقل transfer»، و«الفاريستور varistor». ينتمي الجهاز بشكل منطقي إلى عائلة المقاوم المتغير (الفاريستور)، ولديه مقاومة للموصلية المنقولة أو النقل لجهاز يملك كسبًا، بحيث يكون هذا المزيج وصفيًا.

 مختبرات بل الهاتفية - مذكرة فنية (28 مايو 1948)
استذكر بيرس التسمية بشكل مختلف إلى حد ما:
الطريقة التي قدمت بها الاسم هي طريقة التفكير في ما يفعله هذا الجهاز. وفي ذلك الوقت، كان من المفترض أن يكون ثنائي الأنبوب المفرغ. امتلك الأنبوب المفرغ موصلية منقولة، لذلك امتلك الترانزستور «مقاومة نقلية». ويجب أن يتلاءم الاسم مع أسماء الأجهزة الأخرى، مثل الفاريستور والثرمستور. فاقترحت اسم «الترانزستور».

- جون آر. بيرس، من مقابلته في برنامج بّي بي إس التلفزيوني «ترانزستور!»
تقول مؤسسة نوبل إن هذا المصطلح مزيج من الكلمتين «نقل transfer» و«مقاوم كهربائي resistor».